# Cetorhinus
Cetorhinus is een geslacht van kraakbeenvissen uit de familie Cetorhinidae. 

## Soort
- Cetorhinus maximus (Gunnerus, 1765) – Reuzenhaai